# Liste der Kulturdenkmäler in Gorxheimertal
Die folgende Liste enthält die in der Denkmaltopographie ausgewiesenen Kulturdenkmäler auf dem Gebiet  der Gemeinde Gorxheimertal, Bergstraße, Hessen.
Hinweis: Die Reihenfolge der Denkmäler in dieser Liste orientiert sich zunächst an Ortsteilen und anschließend der Anschrift, alternativ ist sie auch nach der Bezeichnung, der vom Landesamt für Denkmalpflege vergebenen Nummer oder der Bauzeit sortierbar.
Kulturdenkmäler werden fortlaufend im Denkmalverzeichnis des Landes Hessen durch das Landesamt für Denkmalpflege Hessen auf Basis des Hessischen Denkmalschutzgesetzes (HDSchG) geführt. Die Schutzwürdigkeit eines Kulturdenkmals hängt nicht von der Eintragung in das Denkmalverzeichnis des Landes Hessen oder der Veröffentlichung in der Denkmaltopographie ab.

Die bisher bekannten Bau- und Kunstdenkmäler hat das Landesamt für Denkmalpflege Hessen in sogenannten Arbeitslisten erfasst. Den Arbeitslisten liegen Erkenntnisse aus Akten, Ortsbegehungen und Denkmalinventaren, jedoch keine neuere systematische Forschung, zugrunde. Die Benehmensherstellung mit der Gemeinde gemäß § 11 Abs. 1 HDSchG ist noch nicht erfolgt.
Das Vorhandensein oder Fehlen eines Objekts in dieser Liste ist keine rechtsverbindliche Auskunft darüber, ob es Kulturdenkmal ist oder nicht: Diese Liste entspricht möglicherweise nicht dem aktuellen Stand der offiziellen Denkmaltopographie. Diese ist für Hessen in den entsprechenden Bänden der Denkmaltopographie Bundesrepublik Deutschland und im Internet unter DenkXweb – Kulturdenkmäler in Hessen einsehbar. Auch diese Quellen sind, obwohl sie durch das Landesamt für Denkmalpflege Hessen aktualisiert werden, nicht immer aktuell, da es im Denkmalbestand immer wieder Änderungen gibt.
Eine verbindliche Auskunft erteilt allein das Landesamt für Denkmalpflege Hessen.
Nutze diese Kartenansicht, um Koordinaten in der Liste zu setzen. In dieser Kartenansicht sind Kulturdenkmale ohne Koordinaten mit einem roten bzw. orangen Marker dargestellt und können in der Karte gesetzt werden. Kulturdenkmale ohne Bild sind mit einem blauen bzw. roten Marker gekennzeichnet, Kulturdenkmale mit Bild mit einem grünen bzw. orangen Marker.

## Kulturdenkmäler nach Ortsteilen

### Gorxheim
| Bild                        | Bezeichnung                 | Lage                                                                                             | Beschreibung        | Bauzeit | Objekt-Nr. |
| --------------------------- | --------------------------- | ------------------------------------------------------------------------------------------------ | ------------------- | ------- | ---------- |
| Brücke über den Grundelbach | Brücke über den Grundelbach | Bannholzweg LageFlur: 1, Flurstück: 49/85                                                        |                     |         | 56099 DDB  |
|                             |                             | Bannholzweg 4 LageFlur: 1, Flurstück: 43/7                                                       |                     |         | 55268 DDB  |
| Denkmalgruppe               | Denkmalgruppe               | Buchklinger Weg LageFlur: 1, Flurstück: 49/89                                                    |                     |         | 55269 DDB  |
| Bild gesucht BW             | Grenze Hessen-Baden         | Buchwald, Dörrberg, Im Dörrberg LageFlur: 4, 5, 6, Flurstück: 22/7, 21/13, 21/15, 35/4, 10, 2/13 |                     |         | 56095 DDB  |
|                             |                             | Hauptstraße LageFlur: 1, Flurstück: 39/52                                                        | Gefallenen-Ehrenmal |         | 56090 DDB  |
| Ehemalige Schule            | Ehemalige Schule            | Hauptstraße 8 LageFlur: 1, Flurstück: 15/21                                                      |                     |         | 55267 DDB  |

### Trösel
| Bild            | Bezeichnung   | Lage                                                               | Beschreibung        | Bauzeit | Objekt-Nr. |
| --------------- | ------------- | ------------------------------------------------------------------ | ------------------- | ------- | ---------- |
|                 |               | Daumbergstraße 11 LageFlur: 5, Flurstück: 61/6                     |                     |         | 55270 DDB  |
| Bild gesucht BW | Grenzstein II | Dörrberg LageFlur: 6, Flurstück: 2/13                              |                     |         | 56299 DDB  |
|                 |               | Hauptstraße 310 LageFlur: 3, Flurstück: 9/17                       | Bildstock           |         | 56096 DDB  |
|                 |               | Hauptstraße 312 LageFlur: 3, Flurstück: 9/16                       | Gefallenen-Ehrenmal |         | 56093 DDB  |
| Bild gesucht BW | Filbe-Hube    | Hauptstraße 312 LageFlur: 3, Flurstück: 9/18, 9/19                 |                     |         | 56100 DDB  |
| weitere Bilder  | Bildstock     | Hauptstraße 340 LageFlur: 2, Flurstück: 35/2                       |                     | 1801    | 55273 DDB  |
| Wegekreuz       | Wegekreuz     | Hauptstraße 367 LageFlur: 5, Flurstück: 4/8                        |                     |         | 55271 DDB  |
| Schule          | Schule        | Hauptstraße 379 LageFlur: 5, Flurstück: 21/15                      |                     |         | 55276 DDB  |
|                 |               | Hauptstraße 417 LageFlur: 5, Flurstück: 39/1                       |                     |         | 56129 DDB  |
| Bildstock       | Bildstock     | Hofwiese LageFlur: 1, Flurstück: 11/6                              |                     |         | 55274 DDB  |
|                 |               | Hopfwiesenweg 1 LageFlur: 7, Flurstück: 63/77                      |                     |         | 55272 DDB  |
|                 |               | Hopfwiesenweg 5 LageFlur: 7, Flurstück: 44/5                       |                     |         | 55275 DDB  |
| Haus Nr. 20     |               | Hopfwiesenweg 18/20 LageFlur: 1, Flurstück: 6/4, 6/5               |                     |         | 56094      |
| Bild gesucht BW | Grenzstein I  | Im Bug LageFlur: 4, Flurstück: 11/16                               |                     |         | 56298 DDB  |
| Kreuz           | Kreuz         | Im Grund (gegenüber Hopfwiesenweg 16) LageFlur: 7, Flurstück: 13/1 |                     |         | 55277 DDB  |
|                 |               | Wünschmichelbacher Straße 15 LageFlur: 4, Flurstück: 42/9          |                     |         | 56300 DDB  |

### Unter-Flockenbach
| Bild             | Bezeichnung      | Lage                                                   | Beschreibung | Bauzeit | Objekt-Nr. |
| ---------------- | ---------------- | ------------------------------------------------------ | ------------ | ------- | ---------- |
|                  |                  | Eichelberger Weg 1 LageFlur: 4, Flurstück: 73/5        |              |         | 56091 DDB  |
| Friedhofskreuz   | Friedhofskreuz   | Friedhofstraße LageFlur: 1, Flurstück: 44/21           |              |         | 56097 DDB  |
| Ehemalige Schule | Ehemalige Schule | Hauptstraße 182 LageFlur: 3, Flurstück: 20/5           |              |         | 55279 DDB  |
| Haus Nr. 188     | Abrahamshof      | Hauptstraße 186/188 LageFlur: 3, Flurstück: 24, 25/1   |              |         | 55278 DDB  |
|                  |                  | Herlenklinger Weg 1 LageFlur: 3, Flurstück: 17/4, 22/6 |              |         | 56092 DDB  |